# 天主教卡西諾山自治會院區
天主教卡西諾山自治會院區是天主教會在義大利的一個自治會院區，直屬於聖座，是天主教會現存的11個自治會院區之一。會院區始於529年，聖本篤在卡西諾山建立了隱修院。
2014年10月23日，會院以外的轄地轉至索拉-阿奎諾-蓬泰科爾沃教區，教區亦因而改名為索拉-卡西諾-阿奎諾-蓬泰科爾沃教區。
自治會院區於2004年時有79,000名教友、五十三個堂區和六十八名司鐸。現任院長為Antonio Luca Fallica神父，O.S.B.，榮休院長為陶納多·奧利亞里神父及伯多祿·托維雷利神父。